# Phileas
Phileas è un particolare autobus a guida vincolata prodotto dalla olandese APTS (Advanced Public Transport Systems) del gruppo VDL. Si distingue dai classici autobus per la guida magnetica.
La produzione del mezzo è cessata nel 2014 in quanto la società APTS ha cessato nel novembre di tale anno le sue attività.

## Il sistema

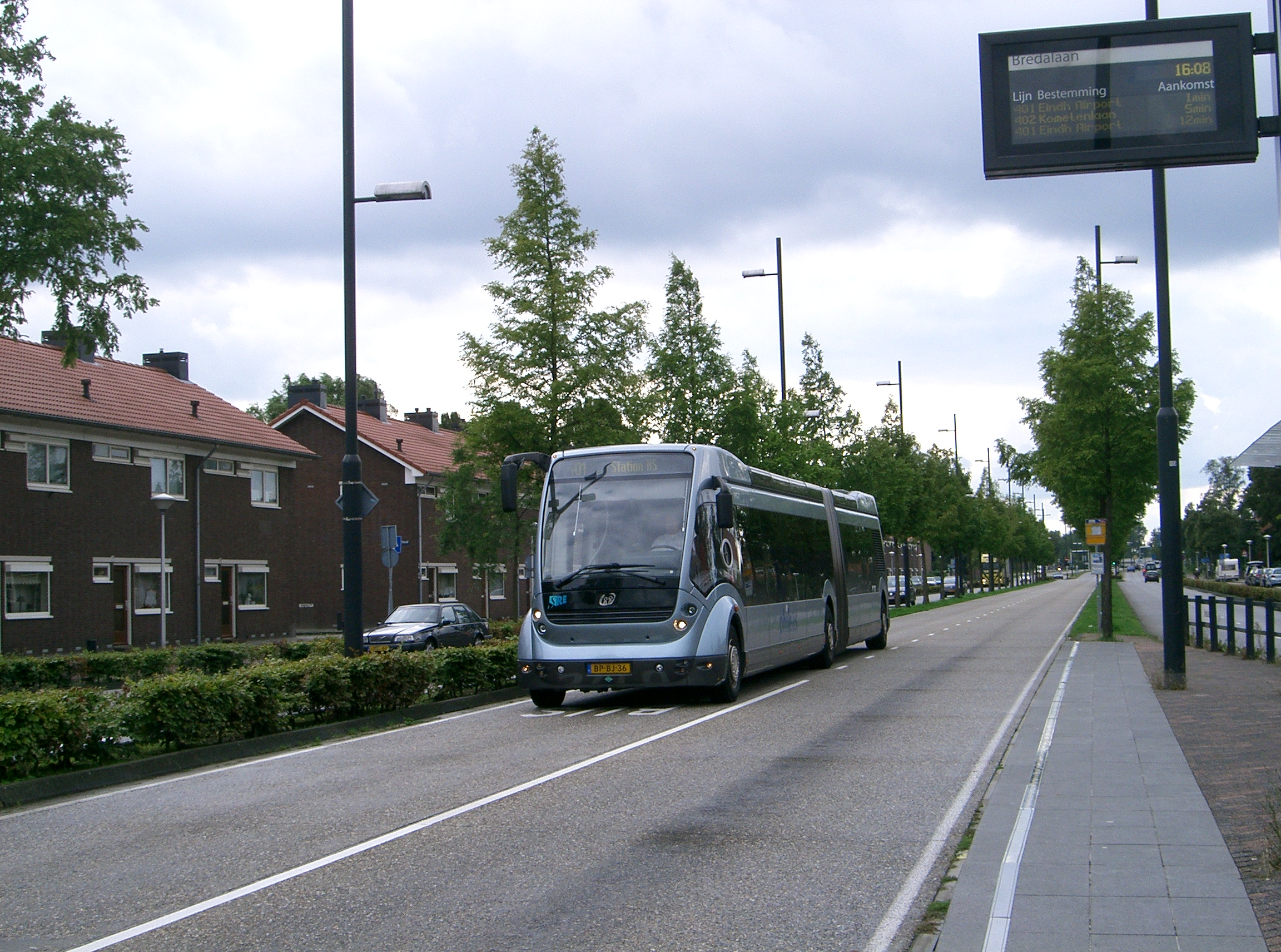
APTS Phileas 18 autobus a Eindhoven, Paesi Bassi. Hermes Groep N.V. da operatore Weert.

Il Phileas è un autobus il quale mantiene la traiettoria costante grazie a una guida magnetica (cioè una serie di sensori magnetici del diametro di 15 millimetri e lunghi 30 millimetri posti ogni 4/5 metri) annegata nell'asfalto. Il Phileas può essere utilizzato o in modalità normale, come un autobus, o in modalità guidata, cioè lo sterzo ruota o mantiene la traiettoria costante senza l'ausilio umano, o in modalità automatica, cioè con lo sterzo che ruota o che mantiene la traiettoria costante, e anche la velocità è regolata automaticamente. In caso di necessità comunque la traiettoria automatica può non essere rispettata (quindi il guidatore agisce sul volante) così come il guidatore può arrestare il Phileas in caso di pericolo. Grazie ai sensori magnetici inoltre il Phileas si avvicina il più possibile alle banchine delle fermate permettendo quindi un accesso agevole e autonomo alle carrozzine.
Inoltre il Phileas è considerato un servizio Bus Rapid Transit in virtù del fatto che tutto il percorso si deve necessariamente sviluppare su corsie preferenziali.

## Nome
Il nome deriva da Phileas Fogg protagonista del Giro del mondo in 80 giorni il quale poté circumnavigare il mondo rapidamente grazie alle innovazioni tecnologiche. L'innovazione tecnologica è il punto di contatto tra il mezzo Phileas e il romanzo.

## Caratteristiche
- Lunghezza: 18,44, 24,45 o 25,97 m
- Larghezza: 2,55 m
- Altezza: 3,20 m
- Velocità massima: 96 km/h

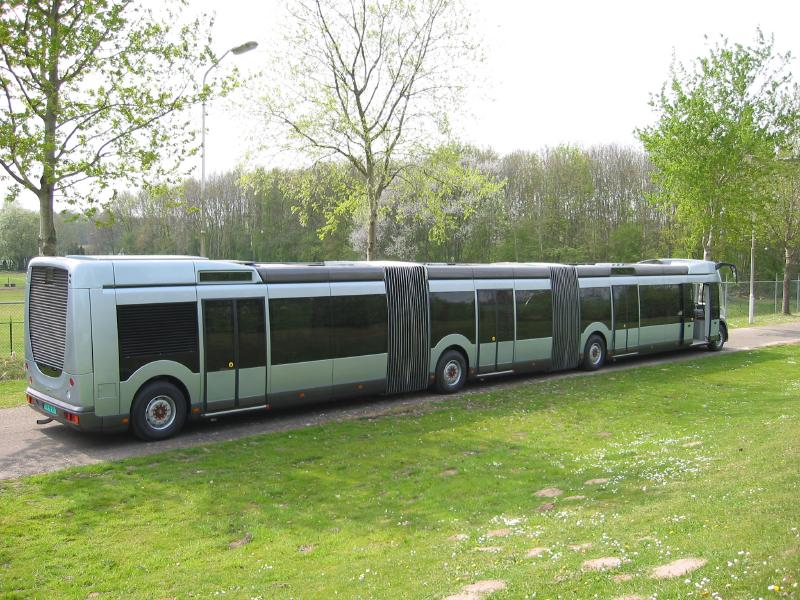
APTS Phileas 24 quad-asse autobus bi-articolati a Eindhoven, Paesi Bassi.

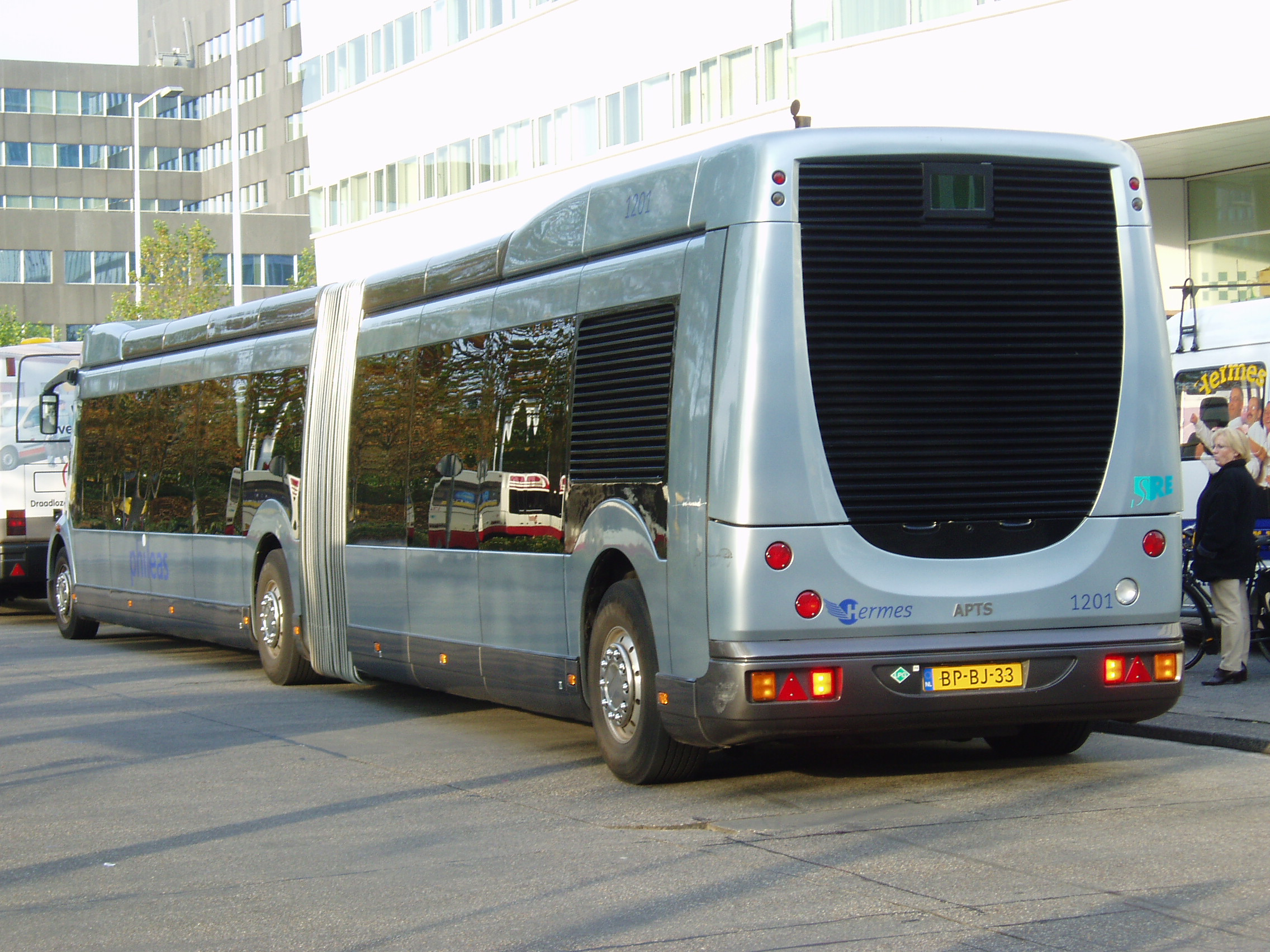
APTS Phileas 18 autobus a Eindhoven, Paesi Bassi. Costruito nel 2004, Hermes Groep NV da operatore Weert.

- Velocità massima in modalità automatica: 60 km/h
- Passeggeri:

Versione 18 m : 104 (dei quali 74 posti a sedere)
Versione 24 m : 129 (dei quali 83 posti a sedere)
Versione 26 m : 141 (dei quali 89 posti a sedere)
- Massa a vuoto:

Versione 18 m : 16,65 t
Versione 24 m : 21,6 t
Versione 26 m : 21,6 t
- Accelerazione massima: 1,4 m/s²
- Pendenze superabili: > 13%
- Dimensioni porte: 1,20 m x 2 m

## Alimentazione

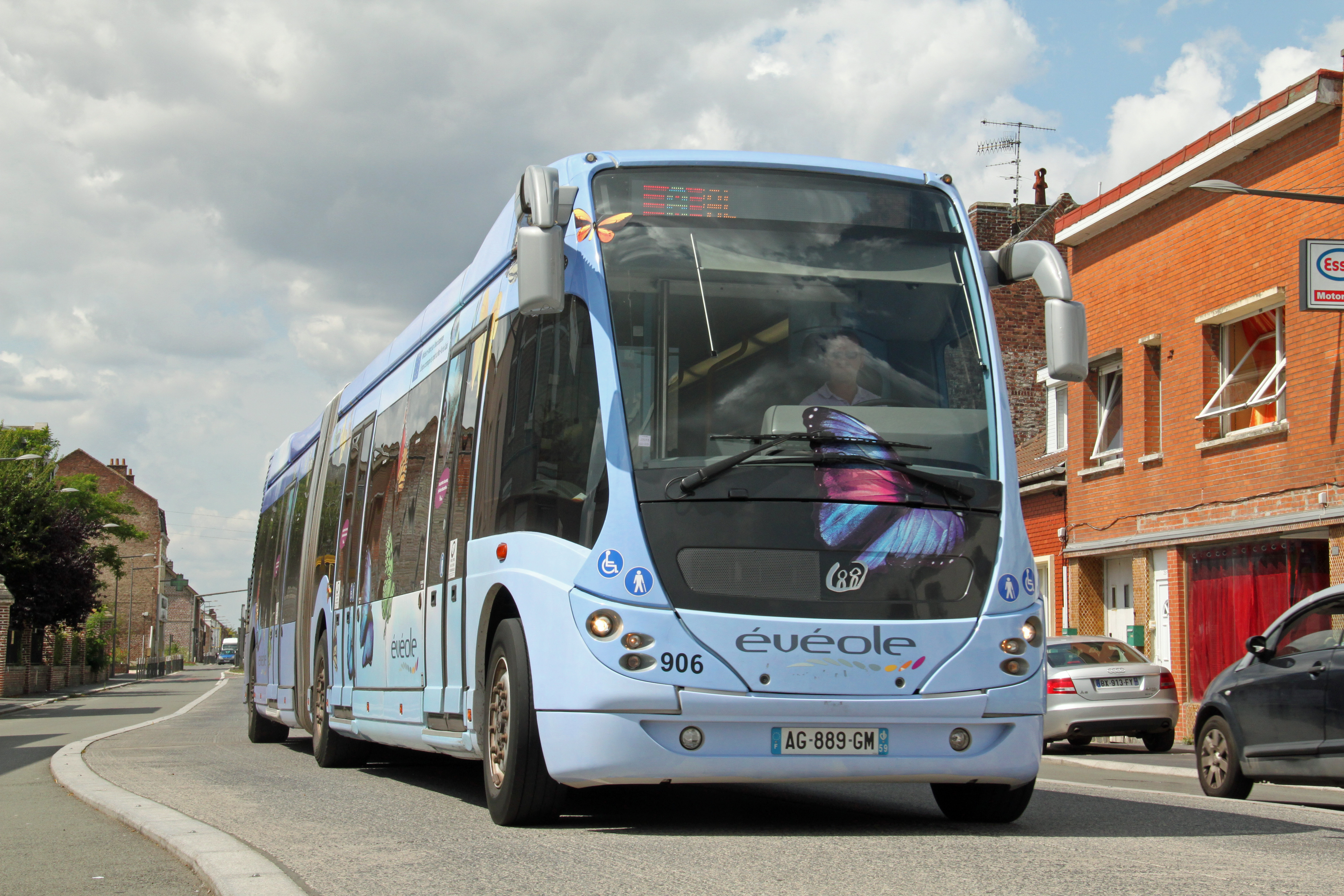
Douai.

Phileas è un bus ibrido (Diesel-elettrico o GPL-elettrico) con dei motori elettrici collocati su tutte le ruote ad esclusione di quelle anteriori.

## Commercializzazione

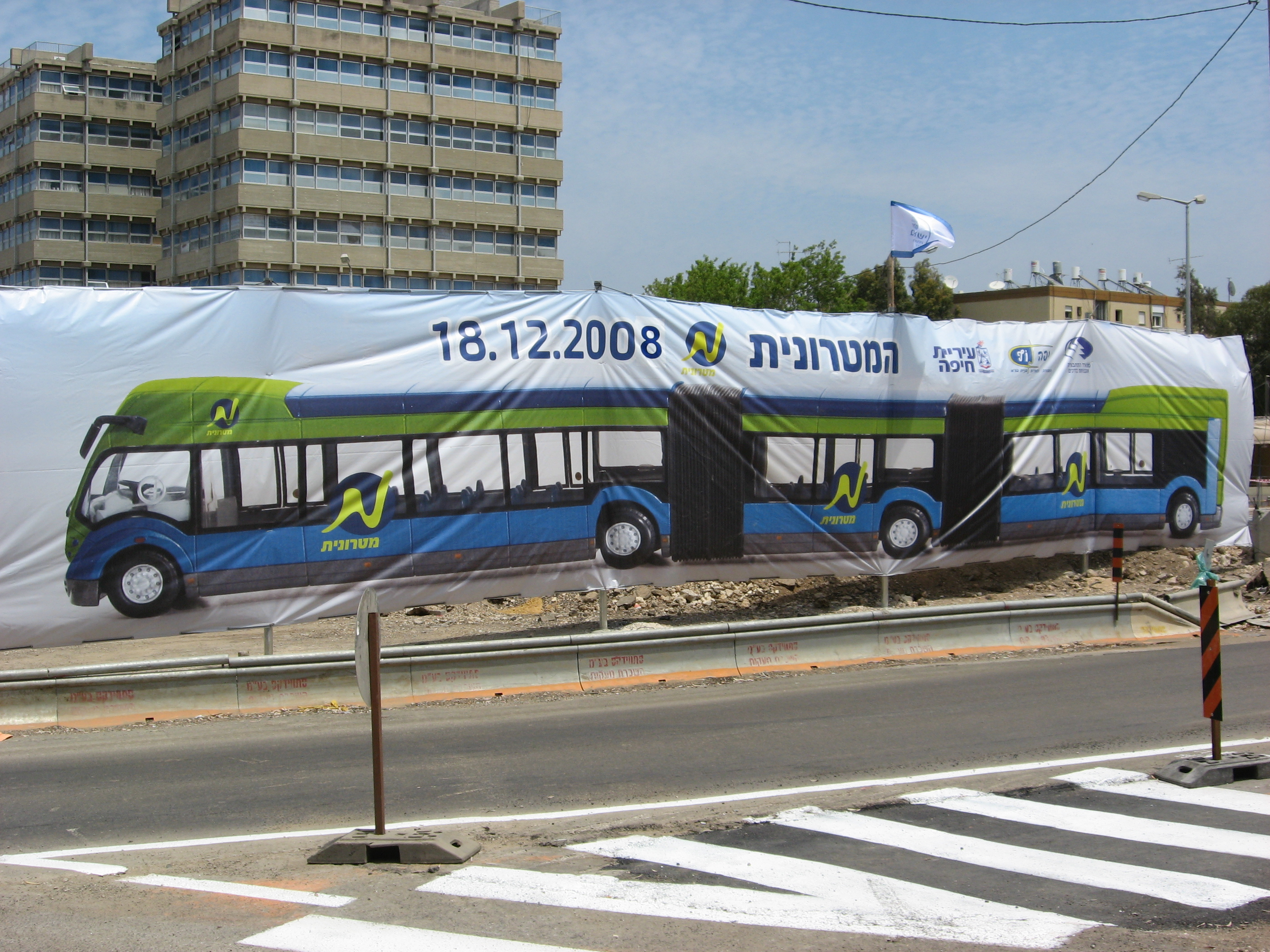
Pubblicità del Phileas di Haifa

Il Phileas è in funzione a Eindhoven (Paesi Bassi) dal 2004. A Eindhovern sono attivi 11 Phileas da 18,44 metri e un Phileas da 24,45.
Il Phileas è in funzione a Istanbul (Turchia) dal 2007 anche se ci sono stati seri problemi alle sospensioni dei mezzi dovute al forte affollamento.
Nel 2010 il Phileas entrerà in funzione a Douai (Francia). Sono stati ordinati 10 Phileas da 18,44 metri e 2 Phileas da 24,45 metri.
Nel 2011 il Phileas entrerà in funzione in Israele nella città di Haifa con il nome commerciale di Metronit.
Nel 2005 è stata firmata una partnership tra l'azienda produttrice e la coreana Korea Railroad Research Institute per introdurre il Phileas in Corea del Sud.

### Versione a idrogeno
Entro il 2010 verranno consegnati 4 Phileas da 18 metri a idrogeno e a celle combustibili rispettivamente due per la città di Amsterdam (Paesi Bassi) e due per la città di Colonia (Germania). Nei Phileas di Amsterdam l'energia è immagazzinata tramite dei supercondensatori, mentre per i Phileas di Colonia viene utilizzato un sistema a batteria.

### Versione filobus
Per la filovia di Pescara era previsto l'uso del Phileas in una linea di 8 km, tuttavia essendo cessata la produzione del mezzo prima del completamento dell'infrastruttura e dell'acquisto dei filobus, il gestore TUA tramite un nuovo bando ha scelto per l'infrastruttura l'uso di filobus Van Hool ExquiCity 18 T.
L'utilizzo del Phileas, in versione filobus, era previsto anche per il Trasporto Rapido Costiero, un sistema di trasporti di tipo Bus Rapid Transit destinato a collegare Rimini e Riccione per il quale i lavori sono iniziati nel 2012 e la cui conclusione è prevista per il 2017. A causa della cessazione della produzione del mezzo in oggetto conseguente alla chiusura della società produttrice ci si è dovuti ripiegare su un altro fornitore.
Anche a Verona era prevista la versione filoviaria per effettuare due linee urbane,ma il progetto non ha mai avuto seguito a causa di numerose problematiche sia tecniche, che burocratiche e politiche e si è preferito ripiegare su un altro modello, visto che la produzione di questo filobus è cessata nel 2014.

## Confronto con altri sistemi

### Stream e Phileas
Un sistema simile al Phileas per quanto riguarda la guida magnetica era lo Stream costruito per la città di Trieste ma mai entrato in servizio a causa di problemi tecnici.

### Optiguide e Phileas
Un sistema simile al Phileas per quanto riguarda il mantenimento della traiettoria costante è l'Optiguide prodotto dalla Siemens Transportation Systems ed è installato in alcune versioni degli autobus Irisbus Agora, Irisbus Citelis e Irisbus Civis. Tuttavia il meccanismo di base è completamente diverso: il Phileas si basa su guide magnetiche annegate nell'asfalto mentre il sistema della Siemens si basa sull'elaborazione, per mezzo di un sensore ottico (una telecamera posta nella parte anteriore), dell'apposita segnaletica orizzontale posta sull'asfalto mantenendo la traiettoria costante.

### O-Bahn e Phileas
Un altro sistema simile al Phileas per quanto riguarda il mantenimento della traiettoria costante è l'O-Bahn che utilizza autobus parzialmente modificati con percorsi vincolati meccanicamente (quindi il meccanismo di base è completamente diverso).